# Temblor esencial
Se denomina temblor esencial (abreviado: TE) a un desorden del sistema nervioso que hace que el paciente experimente movimientos involuntarios, produciendo sacudidas involuntarias y rítmicas. Por lo general es simétrico, y afecta a los brazos, las manos o los dedos; pero a veces afecta a la cabeza, las cuerdas vocales u otras partes. Si bien es el tipo de temblor más común, aun no se han podido identificar sus causas. Por lo general no es una dolencia peligrosa, pero el temblor esencial puede progresar con el tiempo empeorando la condición del paciente.

## Características
Esta dolencia afecta a hombres y mujeres, siendo más frecuente en personas con edades que superan los 65 años.
Si bien se desconoce con exactitud la causa del temblor esencial, ciertos trabajos indican que la parte del cerebro que controla los movimientos musculares no funciona correctamente en pacientes con temblor esencial. 
La mitad de los casos de temblor esencial son consecuencia de una mutación genética, si bien no se ha podido identificar cual es el gen específico. Este tipo es denominado temblor familiar. Se desconoce cuáles son las causas del temblor esencial en aquellas personas que no poseen una mutación genética.

## Causas
Durante la maduración se produce un proceso que implica la neurodegeneración progresiva y/o la muerte de las neuronas. Este proceso, que puede ser normal y natural durante el envejecimiento normal, involucra a las células fundamentales del tejido nervioso y a sus componentes internos, que son los que impiden efectividad en la conducción de información en el cerebro humano, con la aparición de temblores, como en la enfermedad de Parkinson. El temblor esencial es el resultado de una comunicación anormal entre determinadas áreas del cerebro, incluidos el cerebelo, el tálamo y el tronco encefálico.

## Diagnóstico
Por lo general, el diagnóstico se establece por motivos clínicos. Los temblores pueden comenzar a cualquier edad, desde el nacimiento hasta edades avanzadas (temblor senil). Cualquier músculo voluntario del cuerpo puede verse afectado, aunque el temblor se observa con mayor frecuencia en las manos y los brazos y un poco menos en el cuello (que hace que la cabeza de la persona se mueva), lengua y piernas. A veces se presenta un temblor en reposo de las manos. El temblor que se produce en las piernas puede diagnosticarse como temblor ortostático.
El TE ocurre dentro de múltiples trastornos neurológicos además de la enfermedad de Parkinson. Esto incluye trastornos de migraña, donde se han examinado las co-ocurrencias entre TE y migrañas.

## Tratamiento
Por lo común el temblor esencial es tratado con medicación.

### Medidas generales
No todas las personas con TE requieren tratamiento, pero hay muchas opciones de tratamiento disponibles según la gravedad de los síntomas. Se debe evitar la cafeína y el estrés, y se recomienda un sueño adecuado de buena calidad.

### Medicamentos orales

#### Primera línea
Cuando los síntomas son lo suficientemente molestos como para justificar el tratamiento, las primeras opciones de medicación son betabloqueantes como propranolol o alternativamente, nadolol y timolol. Atenolol y pindolol no son eficaces para el temblor. El antiepiléptico primidona también puede ser eficaz.
El propranolol y la primidona solo tienen efectos reductores del temblor en aproximadamente la mitad de los pacientes con TE, y los efectos son moderados.

#### Segunda línea
Los medicamentos de segunda línea son los antiepilépticos topiramato, gabapentina (como monoterapia) o levetiracetam, o benzodiazepinas como alprazolam.

#### Tercera línea
Los medicamentos de tercera línea son clonazepam y mirtazapina.

#### Cuarta línea
Algunos médicos han utilizado la teofilina para tratar la TE, aunque también puede inducir temblores. Sin embargo, su uso es debatido debido a datos contradictorios sobre su eficacia.  Alguna evidencia muestra que las dosis bajas pueden conducir a una mejoría.
El etanol ha demostrado una eficacia superior a la de las benzodiazepinas en ensayos pequeños. Mejora el temblor en pequeñas dosis y sus efectos suelen notarse en 20 minutos durante 3-5 horas, pero en ocasiones aparece en un aumento del temblor de rebote más tarde.
Se han realizado algunas revisiones sistemáticas de medicamentos para el tratamiento de la TE. Una revisión de 2017 de topiramato encontró datos limitados y evidencia de baja calidad para respaldar su eficacia y la aparición de efectos adversos que limitan el tratamiento, una revisión de 2017 de zonisamida encontró información insuficiente para evaluar la eficacia y seguridad, y una revisión de 2016 de pregabalina determinó que los efectos eran inciertos debido a la baja calidad de la evidencia.

### Inyección de toxina botulínica
Cuando los medicamentos no controlan el temblor o la persona no los tolera, inyecciones de toxina C. botulinum, la estimulación cerebral profunda o la terapia ocupacional pueden ser útiles. Los electrodos para la estimulación cerebral profunda generalmente se colocan en el "centro del temblor" del cerebro, el núcleo intermedio ventral del tálamo.

### Ultrasonido focalizado de alta intensidad

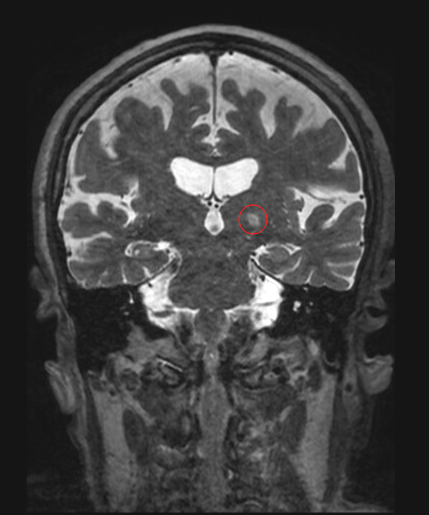
Resonancia magnética (corte frontal) cuatro días después de MRgFUS (ultrasonido focalizado de alta intensidad guiado por resonancia magnética): talamotomía del núcleo intermedio ventral izquierdo (Vim). Hombre de 79 años con temblor esencial importante.

Además, el ultrasonido focalizado de alta intensidad (HIFU) guiado por RM es una opción de tratamiento no quirúrgico para personas con temblor esencial refractario a los medicamentos. El ultrasonido focalizado de alta intensidad guiado por RM no consigue la curación, pero puede mejorar la calidad de vida. Aunque sus efectos a largo plazo todavía no se han establecido, la mejora de la puntuación del temblor desde la línea inicial fue duradera a 1 y 2 años después del tratamiento. Hasta ahora, los efectos adversos y secundarios notificados han sido leves a moderados. Los posibles efectos adversos incluyen dificultades en la marcha, alteraciones del equilibrio, parestesias, dolor de cabeza, quemaduras en la piel con ulceraciones, retracción de la piel, cicatrices y coágulos de sangre.